# الأمير أميديو (دوق أوستا)
الأمير أميديو، دوق أوستا- سافوي. كان الدوق الثالث من أوستا،(3 أكتوبر 1898 21 أكتوبر 1942). واسمه الكامل أميديو أمبرتو ايزابيلا لويجي فيليبو ماريا جوزيبي دي جيوفاني.
تلقى تعليمه في كلية إيتون أميديو وجامعة أوكسفورد في انكلترا، وتحدث بإنجليزية اكسفورد، ويتمتع بصيد الثعالب ولعب البولو. دخل أميديو الجيش الملكي الإيطالي، وأبلى بلاء حسنا في المدفعية خلال الحرب العالمية الأولى وترك الجيش في عام 1921 وسافر إلى أفريقيا لاستلام مهامه محافظا ل شرق أفريقيا الإيطالية.